# بيت ماطر (أرحب)

تعديل مصدري - تعديل

بيت ماطر هي إحدى قرى عزلة الخميس بمديرية أرحب التابعة لمحافظة صنعاء، بلغ تعداد سكانها 57 نسمة حسب تعداد اليمن لعام 2004.